# Dolichopodomintho dolichopiformis
Dolichopodomintho dolichopiformis är en tvåvingeart som beskrevs av Townsend 1927. Dolichopodomintho dolichopiformis ingår i släktet Dolichopodomintho och familjen parasitflugor. Inga underarter finns listade i Catalogue of Life.